# ミゲル・アンヘル・アストゥリアス
ミゲル・アンヘル・アストゥリアス・ロサレス（Miguel Ángel Asturias Rosales, 1899年10月19日 - 1974年6月9日。ミゲル・アンヘル・アストリアスとも）は、グアテマラの小説家。キューバのアレホ・カルペンティエルと共に魔術的リアリズムの担い手となり、その後のラテンアメリカ文学ブームの先導者となった。

## 経歴
判事でインディオの血をひく父と、教師をしていたインディオの母との間のメスティソとして生まれる。両親は独裁者エストラーダ・カブレーラに反抗したために職を追われ、ミゲルが5歳の時に祖父の住む田舎に移り、現地のインディオ達や母から伝説や様々な話を聞いて育つ。1917年にサン・カルロス・デ・グアテマラ大学医学部に入学するが、翌年法学部に転部。1920年にストラーダ・カブレラが失脚すると、友人達と学生運動に参加して、学生新聞発行に携わり、1922年に夜間のグアテマラ民衆大学設立に関わり、労働者に文法を教える。この年に書いた卒業論文「インディオの社会問題」が注目されて、翌年に出版される。しかし当時の反軍的言動でホセ・マリーア・オレリャーナの不興を買ったことで身の危険を感じ、1923年に大学を卒業すると、フランスのパリに渡りソルボンヌ大学に留学した。
ソルボンヌでは人類学者のジョルジュ・レイノー教授について、中央アメリカの古代文明の研究を進め、この頃から詩や小説を書き始めた。パリ留学時代には、ダダイストのトリスタン・ツァラ、シュルレアリストのロベール・デスノス、モンパルナスに集うアンドレ・ブルトン、ルイ・アラゴン、ポール・エリュアールなどと親交を持った。またこの時期、キチェ族のマヤ神話の創世神話『ポポル・ヴフ』、カクチケル族の『シャヒル年代記』（Anales de los Xahil）の、レイノーによる仏訳からのスペイン語訳を行う。この時期には『グアテマラ伝説集』（1930）を著し、スペインで出版された翌年にフランス語訳されてシュルレアリストから高く評価され、またポール・ヴァレリーからはラテンアメリカ=魔術的アメリカに対する驚きとともに絶賛されて、脚光を浴びることになった。
1933年にグアテマラに戻るとアストゥリアスはジャーナリストとなり、独裁者ホルヘ・ウビコに近い人物とみなされたために1944年のウビコ失脚後は外交官として閑職に追いやられた。この時期にアストゥリアスは『大統領閣下』（1946）、『トウモロコシの人間たち』（1949）、『緑の法王』（1954）を著している。その後1954年のPBSUCCESS作戦後に成立したカスティーリョ・アルマス政権によって亡命生活を送ることになったが、その間に執筆した『混血女』("Mulata",1963) で広く作家として知られるようになり、アルマス政権が崩壊した後、遂には1966年に再びフランス大使に任命され、同年レーニン平和賞を授与された。そして、翌1967年ノーベル文学賞を受賞した。
1974年、スペインのマドリード市内で、伝染性呼吸器疾患により死去。74歳。

## 作品
インディオの物語や伝説と、古代マヤの研究を融合した、『グアテマラ伝説集』を始めとする系列と、グアテマラの独裁体制や、アメリカ資本による搾取など政治、社会状況を題材にした「抗議の文学」がある。シュルレアリズムとマヤ族の神話の融合による文体で、カルペンティエールとともに魔術的リアリズムの創始者と言われる。

### 主な作品
- 『グアテマラ伝説集』Leyendas de Guatemala 1930年、加筆版1948年
  - 牛島信明訳 国書刊行会 ラテンアメリカ文学叢書 1977年／岩波文庫 2009年
  - 『ラテンアメリカ五人集』集英社文庫、1995年、新版2011年 - 上記（抜粋）を収録
- 『大統領閣下』El Señor Presidente 1946年
  - 鼓直・木村栄一訳 「ノーベル賞文学全集」主婦の友社、1971年
  - 内田吉彦・木村榮一訳、「世界文学全集82」集英社 1981年 - 改訳
    - 「ラテンアメリカの文学2」集英社 1984年 - 他は上記の「グアテマラ伝説集」
- 『とうもろこしの人間たち』Hombres de maíz 1949年
- 『強風』Viento fuerte 1950年
- 『緑の法王』El Papa verde 1954年
  - 鼓直訳 「世界の革命文学」新日本出版社 新版1971年 - モデルはエストラーダ・カブレラ
- 『グアテマラの週末』Week-end en Guatemala 1956年
- 『リダ・サルの鏡』El espejo de Lida Sal 1959年
- 『死者たちの目』Los ojos de los enterrados 1960年
- 『ある混血の女』Mulata de tal 1963年
- 『マヤの三つの太陽』Tres de cuatro soles 1971年
  - 岸本静江訳 「叢書創造の小径」新潮社 1976年